# Massacre de Ruijin

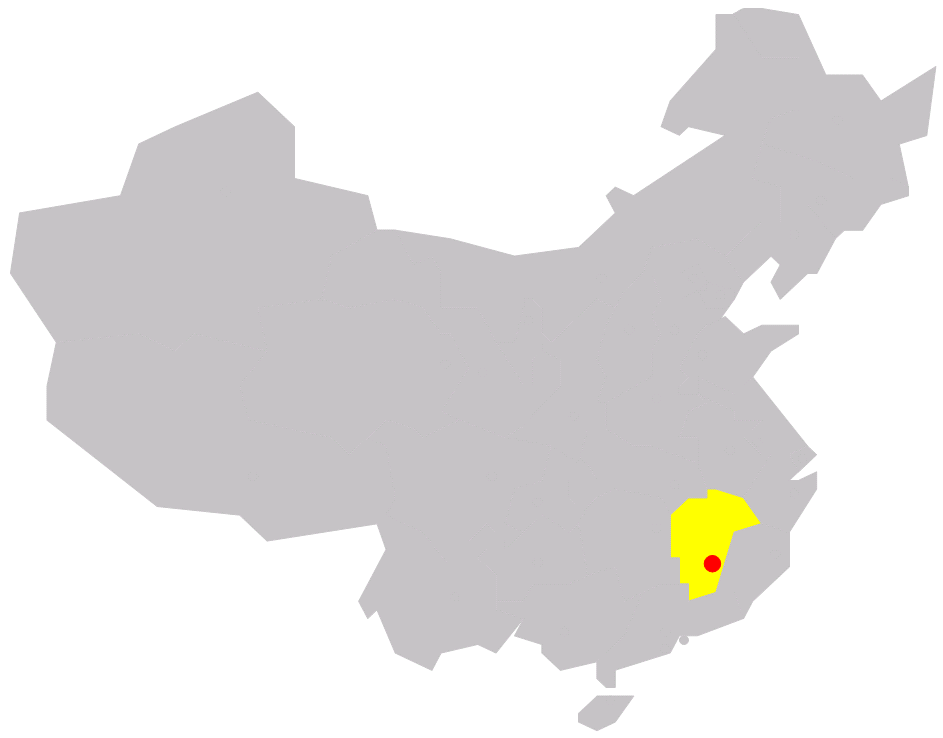
Ruijin da província de Jiangxi, na República Popular da China.

O Massacre de Ruijin (chinês simplificado: 瑞金大屠杀; chinês tradicional: 瑞金大屠殺) foi uma série de massacres que ocorreram em Ruijin e condados próximos na província de Jiangxi durante a Revolução Cultural Chinesa. De 23 de setembro ao início de outubro de 1968, mais de 1.000 pessoas foram mortas no Massacre de Ruijin. Especificamente, mais de 300 pessoas foram mortas no condado de Ruijin, cerca de 270 foram mortas no condado de Xingguo e mais de 500 no condado de Yudu.

## Contexto histórico
Em maio de 1966, Mao Tsé-Tung lançou a Revolução Cultural na China continental. O massacre de Ruijin aconteceu durante a campanha nacional de "Limpeza das fileiras da classe (清理阶级队伍 / 清理階級隊伍)". Em agosto de 1968, Cheng Shiqing (程世清), então secretário provincial do Partido Comunista Chinês (PCC) e governador da província de Jiangxi, lançou o "Movimento das Três Investigações (三查运动 / 三查運動)" em toda a província, tentando descobrir traidores, espiões e contrarrevolucionários. O movimento causou a morte de mais de 10.000 pessoas no total, incluindo 5.000 que foram forçadas a cometer suicídio.
Em 22 de setembro de 1968, autoridades das comunas populares locais foram convocadas para uma reunião em Ruijin, durante a qual foi enfatizada a importância de realizar o "Movimento das Três Investigações". A reunião também enfatizou a necessidade de fazer algumas "conquistas" para comemorar o próximo Dia Nacional da China em 1º de outubro. Após a reunião, funcionários de comunas locais e brigadas de produção começaram a matar pessoas à vontade, sem a necessidade de iniciar investigações, coletar evidências ou receber aprovações.

## O massacre
Os massacres de Ruijin foram conduzidos por comunas populares e brigadas de produção em Ruijin, juntamente com milícias locais, visando membros das Cinco Categorias Negras, bem como seus parentes.
De 23 de setembro ao início de outubro de 1968, mais de 1.000 pessoas foram mortas: mais de 300 pessoas foram mortas no condado de Ruijin, cerca de 270 foram mortas no condado de Xingguo e mais de 500 no condado de Yudu. A vítima mais velha tinha 80 anos, enquanto a mais nova tinha 11. Os métodos de massacre incluíam atirar com armas de fogo, apedrejamento, espancamento com porretes, esfaquear com facas, empurrar penhascos e assim por diante.
Do final de setembro ao início de outubro de 1968, a situação ficou fora de controle, forçando os comitês revolucionários locais a realizar múltiplas intervenções que gradualmente acabaram com o massacre.